# .mx
‎.mx‏ دامنه اینترنتی اختصاص داده شده به مکزیک است.